# Øjepunkt
Øjepunkt kaldes i perspektivlæren det punkt, hvori beskuerens øje tænkes, når tegningen eller maleriet udføres.
| Dodekaeder | Spire Denne artikel om geometri er en spire som bør udbygges. Du er velkommen til at hjælpe Wikipedia ved at udvide den. |